# 馮跋
馮 跋（ふう ばつ）は、五胡十六国時代の北燕の第2代天王。
漢族出身の後燕の将軍であったが、慕容熙を殺害して高句麗出身の慕容雲（高雲）を擁立し、北燕を立てた。慕容雲が近臣に殺された後、馮跋が北燕の天王の位についた。南朝宋へ入朝した。

## 生涯

### 出自
漢人で、晋の長楽郡信都県の出身。永嘉の乱が起きると祖父の馮和が上党へ移住した。馮跋の父の馮安は武勇と器量があり、西燕の慕容永の将軍となった。394年に後燕が西燕を滅ぼすと馮跋は東の和龍（龍城）に移されて家を長谷においた。馮跋は幼い頃から立派であまり喋らず、寬仁で大度があった。馮跋の弟三人は任侠者で不修行であったが、ひとり馮跋は謹慎で家業を手伝ったという。後燕で慕容宝が即位すると、その中衛将軍となった。慕容宝の養子の慕容雲は口数が少なく時の人に愚人と言われたが、ただ馮跋だけはその度量を認めて友とした。

### 後燕の部将
401年に慕容熙が即位し、407年に馮跋と弟の馮素弗が山沢に逃げた。その理由として『晋書』にあるのは、慕容熙の即位前に、馮素弗と従兄の馮万泥が昔水に浮かぶ金龍を見つけて捕らえたという話を聞き、慕容熙がそれを求めると馮素弗が黙秘としたためである。慕容熙は密かに馮跋兄弟を誅殺したいと考え、後に馮跋も罪を得たので、山沢に逃げた。探し出されて殺されることを恐れた兄弟は慕容熙への反乱を謀った。これに従兄の馮万泥、張興、同年に反乱に失敗した苻進ら22人が結謀した。
馮跋と二弟は婦人に車を御させて龍城に潜入すると北部司馬の孫護の家に匿われた。そして慕容熙が皇后の苻訓英の葬儀のために龍城を出ると、張興や苻進らが乱を起こした。馮跋は慕容雲をよく思って君主に推した。馮跋の従兄の子の馮乳陳等が鼓噪して弘光門に進むと禁衛は皆逃げたので、馮跋は入城して城門を閉めた。占拠の報告が届くと、慕容熙は急いで帰還して夜に龍城の北門を攻めたが、勝てずに門外に閉め出された。慕容雲は天王に即位して大赦し、正始に改元した。国号は「燕」のままだが、この時後燕は滅んで北燕になったとされる。ただし慕容雲は後燕の皇族で、実質的な建国者は馮跋であるため、高雲を後燕最後の皇帝とする場合もある。

### 北燕の公
閉め出された慕容熙は龍騰苑で龍城の攻撃に備えた。しかし慕容熙は不可解な理由で逃げ去った。慕容抜が龍城を攻撃したが、兵が慕容熙が逃げたことを知ると動揺し、慕容抜は馮跋に殺された。同日、慕容熙は庶民に化けて林の中に隠れていたのが見つかり、慕容雲に届けられた。慕容雲は慕容熙の罪を数えて諸子と共に殺した。この時、名前を高姓に戻した。高雲は馮跋の傀儡であった。馮跋を侍中・都督中外諸軍事・征北大将軍・開府儀同三司・録尚書事・武邑公、馮万泥を尚書令、馮素弗を昌黎尹、馮跋の弟の馮弘を征東大将軍、孫護を尚書左僕射、張興を輔国大将軍とした。

### 即位
高雲は即位の際、自らは功徳が足りないと感じて内患を危惧し、離班や桃仁ら禁衛を重用して厚遇していた。しかし離班や桃仁はなお不満を募らせて、409年（正始3年）冬、東堂において高雲を襲い弑殺した。馮跋は叛乱を傍観していたが配下の張泰と李桑が離班と桃仁を殺した。こうして馮跋が衆に推戴されて正始3年に昌黎で天王を称した。旧国号に手を付けずに「燕」のままとし、境内を大赦して太平と改元した。前述の通り、馮跋は北燕の初代天王とも二代目ともされる。馮跋は高雲を恵懿皇帝と諡した。
馮跋は政事に勤め、農耕を奨励し、税役を軽くしたので市民は大喜びしたという。北魏に南境を侵されながらその治世は二十余年続いた。太平22年に馮跋は病死し、太子の馮翼に国を任せた。しかし宋夫人が自分の子を王位につけるため、馮弘に馮翼を殺させてその諸子を誅した。

## 宗室

### 祖父
- 馮和

### 父母
- 馮安 - 父
- 張太后 - 母

### 后妃
- 孫皇后 - 楽浪公主の生母
- 宋夫人 - 馮受居の生母
- 郁久閭夫人

### 兄弟
- 馮素弗 - 長弟
- 馮弘 - 弟
- 馮丕 - 弟
- 馮万泥 - 従兄、叔父の馮栄の子
- 馮買 - 従兄
- 馮覩 - 従弟

### 子女
- 馮永 - 409年太子に立てられ、426年に死亡。
- 馮翼 - 426年太子に立てられ、430年に馮弘に殺される。
- 馮受居 - 430年に馮弘に殺される。
- 楽浪公主 - 411年に郁久閭斛律と結婚する。

### 従子女
- 馮乳陳 - 従兄の子
- 馮業 - 馮万泥の子、馮僕の高祖父
- 馮崇 - 馮弘の子
- 馮朗 - 馮弘の子
- 馮邈 - 馮弘の子
- 馮王仁 - 馮弘の太子
- 馮氏 - 馮弘の娘、北魏の太武帝の左昭儀

### 後裔
- 馮于 - 北斉の威州・檀州刺史。
- 馮長 - 隋の平州盧龍県令。
- 馮才 - 唐初の深州録事参軍。
- 馮慶 - 唐の高宗年間の文林郎、673年5月に死亡。